# 松平信一
松平 信一（まつだいら のぶかず）は、戦国時代から江戸時代初期にかけての武将・大名。藤井松平家始祖・松平利長の長男。官位は従四位下・伊豆守。藤井松平家2代当主。松平清康の従兄弟。

## 生涯
早くから徳川家康に仕え、永禄元年（1558年）の尾張国の北東部に在った品野城への夜襲戦に加わる。ここで織田方の将士らを50余名を討ち取り、三河・尾張両国にその名を轟かせた。永禄6年（1563年）、三河一向一揆鎮圧戦でも活躍。このときの働きを、家康から賞されている。
永禄11年（1568年）、織田信長が足利義昭を奉じて上洛する際に援軍の将として派遣され、9月12日の観音寺城の戦いに代表される対六角氏戦で、箕作城攻めにて本丸一番乗りを果たす戦功を挙げ、信長からも賞された。
天正3年（1575年）、遠江国諏訪原の戦い（長篠の戦い）に参戦。
天正18年（1590年）、家康の関東国替えにより、下総国布川に5000石を与えられる。
慶長5年（1600年）、関ヶ原の戦いでは江戸崎にて佐竹義宣の動向に備えた。その戦功により戦後、常陸国土浦藩の初代藩主となり、3万5000石の所領を与えられた。嫡男久清が既に没していたため、慶長9年（1604年）、桜井松平家から信吉を養子に迎えて家督を譲った。
寛永元年（1624年）、信吉の封地の丹波国篠山城で死去した。

## 逸話
- 永禄6年の一向宗蜂起の時、敵の鉄砲によって左股を撃たれて倒れ、これを見た敵が誇言したところ、起き上がって進んで来て、悪口（あっこう）を言い放ち、これを聞いた敵が引きしりぞいたと『寛永諸家系図伝』に記述されている。

## 系譜[2]
- 父：松平利長
- 母：不詳
- 正室：花雲妙蓮禅定尼（-天正11(1583)年6月15日）：出自不詳
- 継室：松平好景の娘（-元和3(1617)年10月28日）：法名は岳雄院殿俊誉宗貞清信大姉
- 子女[注釈 2]
  - 長男：松平久清（-1592）：法名は高翁寺殿欣誉浄喜大居士
  - 長女：大久保康忠の妻
  - 次女：石川織部某の妻
  - 三女：松平信吉の妻（-承応2(1653)年6月23日）：法名は宗龍院殿源誉華雄貞信大姉
  - 四女：小栗忠政、後に門奈宗勝の妻

- 養子：松平信吉（1580-1620）：松平忠吉の長男